# Yolande de Castille
Yolande de Castille (1265-1308?), est une infante de Castille et est dame de Biscaye par son mariage avec Diego López V de Haro. Elle est la fille d'Alphonse X de Castille et de Yolande d'Aragon. 

## Biographie
L'infante Yolande de Castille est née en 1265. Elle est la dernière fille d'Alphonse X de Castille et de Yolande d'Aragon. Par son père, elle est la petite-fille de Ferdinand III de Castille et de sa première épouse, Béatrice de Souabe. Par sa mère, elle est la petite-fille de Jacques Ier d'Aragon et de sa seconde épouse, Yolande de Hongrie. 
En 1272, il a été convenu qu'elle épouserait le fils et héritier du roi Henri Ier de Navarre, Thibaud, pour établir une alliance entre la Castille et la Navarre. L'alliance a échoué avec la mort du jeune Thibaud d'une chute d'un créneau au château d'Estella en 1273. En 1282, elle épouse finalement Diego López V de Haro, seigneur de Biscaye. 
Sa date de décès n'est pas connue, mais sa mort a dû se  produire entre le 12 mars 1287 et le 30 janvier 1308. Après sa mort, elle est inhumée au monastère de Saint-François de Burgos, maintenant détruit. Son mari reposera dans le même monastère. 

## Mariage et descendance
De son mariage avec Diego López V de Haro sont issus quatre enfants : 
- Lope Díaz IV de Haro (1285-1322) : seigneur d'Orduña et de Balmaseda. Mort sans descendance ;
- Fernando Díaz de Haro : seigneur d'Orduña et de Balmaseda après la mort de son frère. Marié en 1315 à Marie de Portugal, fille d'Alphonse de Portugal et de son épouse Yolande Manuelle, sœur de Juan Manuel de Castille ;
- Pedro López de Haro, décédé en bas âge ;
- María Díaz de Haro : dame de Tordehumos. Elle a épousé Juan Núñez II de Lara, seigneur de Lara et d'Albarracín.